# Jürgen Thiele
Jürgen Thiele, född den 8 augusti 1959 i Altenburg i Tyskland, är en östtysk roddare.
Han tog OS-guld i fyra utan styrman i samband med de olympiska roddtävlingarna 1980 i Moskva.